# Croton fulvus
Croton fulvus là một loài thực vật có hoa trong họ Đại kích. Loài này được Mart. mô tả khoa học đầu tiên năm 1823.